# آغاچ‌پینار (بتلیس)
آغاچ‌پینار (به ترکی استانبولی: Ağaçpınar) یک منطقهٔ مسکونی در ترکیه است که در بیتلیس واقع شده‌است.